# Five Nights at Freddy's 3
| Агрегатор  | Оцінка     |
| ---------- | ---------- |
| Metacritic | PC: 68/100 |

| Видання        | Оцінка         |
| -------------- | -------------- |
| Destructoid    | PC: 6.5/10     |
| Gamezebo       | Android: 4.5/5 |
| MeriStation    | PC: 7/10       |
| Nintendo Life  | NS: 5/10       |
| PC Gamer (США) | PC: 77/100     |
| TouchArcade    | MOB: 4/5       |

Five Nights at Freddy's 3 (укр. «П'ять ночей із Фредді 3») — відеогра жанру point-and-click, survival horror, випущена інді-розробником Скоттом Коутоном (англ. Scott Cawthon), третя ігра серії ігор Five Nights at Freddy's.

## Ігровий Процес
Геймплей дещо відрізняється від попередніх ігор серії. Відповідно до перших двох ігор, гравцям знову доводиться пережити тиждень нічних змін з опівночі до шостої ранку (6 хвилин реального часу). Однак, у цій грі є лише один аніматронік, який може фізично гравця і закінчити гру.
Кілька аніматроніків з попередніх ігор повертаються як «фантоми», які не можуть завдати шкоди гравцеві безпосередньо, але можуть перешкоджати зусиллям вижити до шостої ранку. Гра проходить в атракціоні з тематикою жахів під назвою «Жахи Фазбера: Хоррор-атракціон» (англ. Fazbear's Fright: The Horror Attraction), який побудований за допомогою реквізиту та обладнання, врятованого з колишніх ресторанів Fazbear Entertainment. У грі є відсилки до попередніх інцидентів, які сталися в різних ресторанах, що раніше працювали в єдиній компанії.
Гравець має контролювати дві системи камер безпеки, по одній для кімнат/коридорів та вентиляційних каналів, щоб відслідковувати рухи аніматроніка. Крім того, гравець повинен спостерігати за статусом трьох систем і перезавантажувати їх, коли вони несправні. Ці системи керують камерами, набором аудіопристроїв, за допомогою яких можна переманювати аніматроніка подалі від позиції гравця, та вентиляцією. Незбереження останньої з цих функцій може призвести до того, що гравець галюцинуватиметься, побачивши в будівлі кілька аніматроніків. Якщо справжній аніматронік заходить в офіс, він стрибає на гравця і гра закінчується.
Гра складається з п'яти ночей, кожна наступна ніч має більшу складність, а завершення всіх п'яти відкриває ще складнішу ніч «Жах» (англ. Nightmare). Кілька міні-ігор з низькою роздільною здатністю приховано в основній грі. Завершивши всі, розблоковується «Хороша кінцівка» (англ. Good End) та надається доступ до бонусного контенту, що включає в себе чіт-меню.
Якщо гравець завершить ніч «жах», він розблокує чіт-меню. Меню чітів пропонує ряд варіантів, включаючи режим для того, щоб аніматронік діяв більш агресивно, а отже, ускладнювала гру, залежно від навичок гравця. Інші чіти включають радар та можливість робити ночі швидшими.

## Сюжет
Дія гри відбувається через 30 років після закриття піцерії Freddy Fazbear's pizza, а саме: в атракціоні страху «Жахи Фазбера: Хоррор-атракціон» (англ. Fazbear's Fright: The Horror Attraction). У кінці кожної ночі гравець отримує можливість пограти в міні-гру (передісторію 3-ї
частини). Хтось на ім'я «Фіолетовий чоловік», за сюжетом, розібрав всіх чотирьох аніматроніків.
Душі п'ятьох дітей оточують Фіолетового чоловіка, який знаходиться в кімнаті, в яку не було доступу аніматронікам. Фіолетовий чоловік лякається і, щоб сховатися від привидів, влазить в костюм зламаного Спрінг Бонні, сподіваючись, що вони його не дістануть там. Він починає нестримно сміятися, але через підвищену вологість в приміщенні і гарячого дихання на пружини ендоскелета небезпечний механізм спрацьовує, пружини костюма випрямляються, включаючи режим аніматроніка, внаслідок чого деталі ендоскелета встромлюють в тіло, а Фіолетовий чоловік вмирає в агонії. Причини цього випадку вказані в телефонних дзвінках в кожної ночі. Костюм «пружинного Бонні» могла надягати людина, але, коли був протестований, виявилося, що використовувати його небезпечно; при різких рухах, а також при підвищеній вологості, пружини зіскакували, і костюм переключався в режим аніматроніка, що було смертельно. Звідси й назва Спрінгтрап (Пружинна пастка) почали його звати після того як Скотт припустився помилки.
Після цього слідує одна з кінцівок.

### Погана кінцівка
Якщо ви не проходили приховані міні-ігри, то після фінальної міні-гри з'явиться картинка з п'ятьма освітленими головами аніматроніків з першої частини гри. Кожна голова світиться всередині. Над головами можна побачити напис «Bad Ending».
Погана кінцівка гри означає те, що душі дітей (про які сказано вище) не були звільнені і так і залишилися навічно застряглими в костюмах аніматроніків.

### Хороша кінцівка
Якщо ви правильно проходили всі приховані міні-ігри, й подарували дітям, які плакали, торт, то після фінальної міні-ігри з'явиться зображення чотирьох темних голів аніматроніків із першої частини гри. Над ними буде напис «The End» («кінець»). Ця кінцівка свідчить про те, що душі дітей були звільнені з костюмів і знайшли вічний спокій.
Після проходження режиму Nightmare (укр. Жах) гравцеві показують газету, в якій сказано, що атракціон згорів до тла через замикання проводів, а всі вцілілі предмети з атракціону будуть виставлені на аукціон і розпродані. При освітленні картинки можна помітити голову Спрінгтрапа на задньому плані, з чого випливає, що він вижив.

## Персонажі
- Телефонні хлопці — тут їх два: новий (що залишає нам повідомлення на телефоні протягом перших двох ночей) і старий (запис на касетах з другої по п'яту ніч).
- Охоронець(Майк Автон) — можливо, має проблеми з серцем, через що він у теорії помирає від атаки Спрінгтрапа і йому ввижаються фантоми, так само є теорія що можливо охоронець це Фріц Сміт.
- Фіолетовий чоловік(Вілем Автон) — якийсь злочинець і вбивця, розібрав старих аніматроніків. Загинув в костюмі Спрінгбонні. Іноді при запуску гри можна побачити завантажувальні екрани з Фіолетовим чоловіком, застряглим в костюмі.

### Аніматроніки
- Спрінгтрап (англ. Springtrap) — перший справжній аніматронік-антагоніст, але на відміну від інших є смертельним для гравця. Він починає шлях з камери 09. Пересувається по камерах з 10 до 1 і по вентиляції, що допомагає йому швидко дістатися до гравця. Може встати за склом офісу або виглядати з-за дверей перед нападом. Нападає при відкритті планшета, при втраті свідомості при поломці вентиляції, якщо на нього не дивитися і дивитися 1 годину. Також може напасти з відкритим ротом, якщо гравець відверне планшет з камерами. Існує така умовність, що якщо грати 6-ту ніч з чітамі «Радар» і «Без поломок», після кожної атаки фантома він переміщується на 2 кімнати ближче до гравця. Активний з 2-ї ночі. Річ у тім, що його, як говорив Телефонний хлопець, знайшли і привезли до другого дня відкриття тестування. Має два скрімери. Він може знаходитися у двох місцях в один і той же час, оскільки інший спрінгтрап — лише уява самого охоронця, а інший вже справжній. Так само він вижив в пожежі після шостої ночі[16].

### Фантоми
- Фантом Хлопчика з кульками (англ. Phantom Balloon Boy) — фантом, галюцинація. Виглядає, як Balloon Boy з другої частини, тільки фантом обвуглений, у нього світяться зіниці і він не має таблички і кульки. Він може з'явитися на камері без зіниць. Якщо швидко не відпустити планшет або не переключити камеру, і потім закрити монітор, після того як ви на нього подивилися більше 2 сек, то він нападе. Ламає систему вентиляції. Активний з 2 ночі.
- Фантом Фредді (англ. Phantom Freddy) — фантом. Схожий на Freddy з другої частини, але він обвуглений, має білі зіниці і не має правої ноги. Часто проходить за вікном. Нападає якщо не подивитися в один з планшетів. Ламає вентиляцію. Активний з 3 ночі.
- Фантом Фоксі (англ. Phantom Foxy) — фантом. Схожий на зламаного Фоксі з другої частини, але у нього зовсім немає правого вуха і лівої руки, обвуглений і зіниці в нього світяться. Іноді з'являється в лівій стороні офісу. Щоб врятуватися, треба повернутися в праву сторону офісу. Ламає вентиляцію. Активний з 4 ночі.
- Фантом Чіки (англ. Phantom Chica) — фантом. Схожа на Чіку з першої частини, але вона обвуглена, не має кексу в руці і має білі зіниці. Вона з'являється на CAM 07, швидке переключення камери допоможе врятуватися від неї. Ламає вентиляцію. Активна з 3 ночі.
- Фантом Маріонетки (англ. Phantom Puppet) — фантом. Схожа на маріонетку з FNaF 2, але вона сильно обвуглена (настільки, що не видно рота, рум'янців і ґудзиків). З'являється на CAM 08 в звичайному вигляді (НЕ обвугленою). Якщо не перемкнути швидко камеру або не закрити монітор, то вона закриє гравцеві огляд на 10 секунд, зламавши систему камер. Йдучи зламає і вентиляцію. Активна з 4 ночі.

## Популярність
Гра побила власний рекорд і була номером один в топі з продажу в Steam в перші години свого виходу.